# 田遠実
田遠 実（でんどう みのる）は日本の元子役。

## 来歴・人物
東映特撮ドラマに多数出演し、中でも『超神ビビューン』三太役が有名。

## 出演

### テレビドラマ
- 残りの雪 第1話（1975年4月6日、12CH）
- 超神ビビューン（1976年7月6日 - 1977年3月29日、NET） - 三太
- スーパー戦隊シリーズ（NET→ANB)
  - 秘密戦隊ゴレンジャー 第58話（1976年8月7日） - 少年
  - ジャッカー電撃隊 第22話（1977年9月17日） - 月岡一朗
- 遠山の金さん（杉良太郎版） 第82話「三割三分三厘」（1977年5月19日、NET）- 佐吉
- ロボット110番 第6話（1977年5月20日、ANB） - カズオ
- 赤い激流 第2話（1977年6月10日、TBS）
- 銭形平次 第628話（1978年6月28日、CX） - 幸太
- 仮面ライダー (スカイライダー) 第11話（1979年12月14日、MBS） - 少年
- 特捜最前線 第297話（1983年1月26日、ANB）
- 大河ドラマ 徳川家康 第31話ほか（1983年8月7日、NHK） - 長松丸

### 映画
- ノストラダムスの大予言 （1974年8月3日、東宝） - 玄武[1]